# Trần Văn Vinh
Trần Văn Vinh (sinh ngày 20 tháng 8 năm 1961) là một chính trị gia người Việt Nam. Ông hiện giữ chức vụ Phó Bí thư thường trực Tỉnh ủy tỉnh Vĩnh Phúc.

## Xuất thân
Trần Văn Vinh sinh ngày 20 tháng 8 năm 1961 tại xã Yên Phương, huyện Yên Lạc, tỉnh Vĩnh Phúc.

## Giáo dục
Ông có bằng thạc sĩ kinh tế và trình độ chính trị cử nhân chính trị.

## Sự nghiệp
Trần Văn Vinh công tác trong ngành tài chính từ năm 1998 tại Sở Tài chính Vĩnh Phúc.
Chiều ngày 28/6/2016, Hội nghị lần thứ 5 Ban Chấp hành Đảng bộ tỉnh Vĩnh Phúc khóa 16, ông được bầu giữ chức vụ Phó Bí thư Tỉnh ủy tỉnh Vĩnh Phúc.
Trước khi được bầu giữ chức vụ Phó Bí thư Tỉnh ủy, ông giữ chức Giám đốc Sở Tài chính, ủy viên Ban thường vụ tỉnh ủy tỉnh Vĩnh Phúc nhiệm kỳ 2015 - 2020.
Chiều 28/6/2016, HĐND tỉnh Vĩnh Phúc khóa 16, nhiệm kỳ 2016-2021, đã bầu ông Trần Văn Vinh, Phó Bí thư Thường trực Tỉnh ủy giữ chức vụ Chủ tịch Hội đồng nhân dân tỉnh Vĩnh Phúc nhiệm kì 2016-2021 với số phiếu 49/50 phiếu, đạt tỉ lệ 98%.